# Łowczowie radomscy
Łowczowie radomscy – chronologiczna lista osób piastujących urząd łowczego radomskiego.

## Łowczy
- Karol Romer (zm. 1767) 1730-1757
- Łukasz Moszyński 1757-1768
- Michał Jagniątkowski 1768
- Andrzej Dunin Wąsowicz 1768-1785
- Franciszek Kietliński 1785-1791

## Życiorys
- Sebastian Piątkowski, w: Radom - poznać i zrozumieć historię swojego miasta, Radom 2008, s. 110.